# Hearts of Black Science
Hearts of Black Science est un groupe suédois d'electropop, originaire de Göteborg, connu pour créer de la « synthpop sombre et inquiétante mélangée à du shoegazing, du gothique et de la pop new wave »,. Le genre de leur musique est également qualifié de post-rock et d'electronica. Le groupe dit se concentrer sur les « mélodies » et les « paroles sombres » ; leur nom vient de l'idée de l'alchimie qui crée de l'or à partir de matériaux disponibles, ou dans leur cas, de la musique de différents styles.

## Histoire
Hearts of Black Science est formé en novembre 2005 par deux amis d'enfance : Daniel Änghede (également chanteur du supergroupe britannique Crippled Black Phoenix) et Tomas Almgren (ex-réalisateur de films d'horreur). En avril 2006, le groupe sort un EP autofinancé avec un tirage limité à 200 exemplaires qui s'écoule en seulement deux mois ; un deuxième EP sort le mois suivant.
Le groupe est signé peu après que le recruteur A&R de Club AC30 les ait vus donner leur deuxième concert au Water Rats Theatre à Londres. Le premier album The Ghost You Left Behind est publié par le label londonien au printemps 2007. Il est également sorti au Japon en édition spéciale par Quince Records. L'album est accompagné de deux singles : Empty City Lights et Driverlights. Änghede quitte le groupe pendant un certain temps tandis qu'Almgren continue à écrire ; il crée les démos qui donnent naissance à leur album suivant, The Star in the Lake, sorti sur le label suédois Wonderland Records en 2009,.
Hearts of Black Science tourne au Royaume-Uni ; la radio BBC invite le duo à deux reprises à se produire en direct dans les émissions de Gideon Coe et de Tom Robinson,.
En 2013, le groupe sort un EP intitulé We Saw the Moon ainsi qu'un album numérique intitulé B-Sides and Remixes rassemblant leurs faces B et des remixes difficiles à trouver ainsi que plusieurs titres inédits.
Après plusieurs retards, le groupe sort son troisième album complet, Signal, le 20 novembre 2015 via le label suédois Progress Productions,. Le nouvel album comprend des apparitions de Chrysta Bell, Justin Greaves (de Crippled Black Phoenix), et Heike Langhans (de Draconian),.

## Discographie

### Albums studio
- 2007 : The Ghost You Left Behind (Club AC30)
- 2009 : The Star in the Lake (Wonderland Records)
- 2013 : B-Sides and Remixes
- 2015 : Signal (Progress Productions)

### EP
- 2006 : The Black EP
- 2006 : The White EP
- 2013 : We Saw the Moon

### Singles
- 2007 : Empty City Lights (Club AC30)
- 2007 : Driverlights (Club AC30)[5]
- 2009 : Gold and Dust (Wonderland Records)